# Ooh … diese Ferien
Ooh... diese Ferien ist eine österreichische Filmkomödie von Franz Antel aus dem Jahr 1958.

## Handlung
Die Familie Petermann reist zu sechst in den Urlaub nach Italien. Sie wissen nicht, dass in ihrem Leihwagen durch eine Verwechslung Geheimpapiere versteckt wurden. Die Gangster – die Baronin, Direktor Antonowitsch, der dümmliche Otto Muffler und der junge, gerade erst von den Gangstern engagierte Willi Boltz – verfolgen die Petermanns. Willi gerät dabei in einen Verkehrsunfall mit Petermanns Wagen, bei dem sein Motorrad zerstört wird. Max Petermann, der gerade erst seine Fahrprüfung bestanden hat, war mal wieder rückwärts statt vorwärts gefahren. Die Petermanns nehmen Willi, dem die Tochter der Familie, Monika, misstraut, in ihre Mitte auf und fahren mit ihm nach Italien. Die anderen Gangster folgen unauffällig.
In Genua wurde der Kontaktmann der Gangster verraten und so wird den Gangstern als neuer Übergabeort der Papiere Barcelona angewiesen. Trotz verschiedener Versuche gelingt es Muffler, der Baronin und Antonowitsch nicht, die Papiere aus dem Wagen der Petermanns zu holen. Zufällig überrascht bei einem weiteren Versuch Muffler zwei Diebe, die Petermanns Wagen stehlen wollen und schlägt sie nieder. Der herbeigeeilte Max wird gefeiert, da er die beiden polizeilich gesuchten Verbrecher besiegt habe – die Baronin wiederum weiß die Szene so darzustellen, als habe Max sie vor den beiden Männern gerettet. Beim anschließenden, Max zu Ehren gegebenen Bankett lernen sich die Petermanns und die Baronin näher kennen, die Antonowitsch als ihren Bruder und Muffler als Chauffeur ausgibt. Sie lädt die Familie ein, mit ihnen nach Barcelona zu fahren, wo die Verbrecher bereits eine Villa gemietet haben. Arglos willigt die Familie ein. Da Großvater Seidelbast, der Schwiegervater von Max und Vater von Biggi, früher selbst Polizist war, kommen sie an der spanischen Grenze um eine Kontrolle herum.
In Barcelona jedoch entscheidet sich die Baronin, nicht länger mitzuspielen, da die Kosten für das Organisieren der Papiere inzwischen deutlich höher als der Wert der Papiere selbst sind. Antonowitsch wiederum glaubt, dass die Petermanns inzwischen um ihre Identität wissen und plant, die gesamte Familie am nächsten Morgen zu ermorden. Biggi glaubt, dass Max eine Affäre mit der Baronin hat und will noch in der Nacht abreisen. Auch Willi, der sich inzwischen auf die Seite der Familie geschlagen hat und vom Mordkomplott Antonowitschs weiß, reist mit den Petermanns ab. Es kommt zu einer Verfolgungsfahrt mit den Gangstern, die an der spanischen Grenze endet: Die Papiere werden nicht im Auto der Petermanns, sondern in dem der Gangster gefunden, da Großvater Seidelbast als ehemaliger Polizist längst die Situation durchschaut und die Papiere in den fremden Wagen getan hatte. Die Gangster werden verhaftet und für die Petermanns beginnt nun endlich der richtige Urlaub. Und Willi und Monika Petermann werden nach anfänglichem Misstrauen ein Paar.

## Produktion
Die Dreharbeiten begannen entgegen der Chronologie des Films im spanischen Sant Feliu de Guíxols, die nächste Station war Barcelona. Von dort fuhr das Filmteam mit seinen Autos weiter nach Monte Carlo und über Marseille nach Cannes. Die Uraufführung des Films war am 5. August 1958 in München in den Kammer-Lichtspielen und im Europa-Palast.
Das zuerst im Film gesungene Lied italienische Ciao, Ciao, Ciao Bambina wurde in einer zweiten Version als "Chou, Chou, Chou gesungen, den Text dazu schrieb Lotar Olias.

## Kritik
Das Lexikon des internationalen Films bezeichnete Ooh … diese Ferien als „ein mit Klamauk, Situationskomik, Witz und Schnickschnack vollgestopftes Sommerlustspielchen.“